# Eukaliptus
Eukaliptus ist ein polnischer Western mit erotischen Anteilen aus dem Jahr 2002, der unter der Regie von Marcin Krzyształowicz entstand. Der mit 72 Minuten recht kurze und am 10. Mai 2002 erstaufgeführte Film erhielt mehrere Preise. Bislang gab es keine Aufführung im deutschen Sprachraum.

## Handlung
Sony Holiday ist nicht nur Revolverheld, sondern auch ein gefühlvoller Liebhaber mit Spezialspielzeug. Er verbringt seine Zeit in Rio Bravo meist mit der alten Hure Sheila, mit der er auch den gleichen Humor und viele Erinnerungen teilt. So die an Holidays Vater, einen sexuell äußerst aktiven Herrn. Das Verhältnis zwischen Sheila und Sony ändert sich nach der Ankunft der minderjährigen, hübschen Lo.
Die 14-Jährige wird zur Geliebten Sonys. Da sie eigentlich dem übelsten Banditen der Gegend, Billy Rosenkrantz, gehört, bringt das diesen in Raserei, als er von dem Verhältnis erfährt. Als Lo von Sony Spezialspielzeug erzählt, schwört Billy blutige Rache. Der bis zu dieser Stelle als Erzähler fungierende Sheriff John Grzbiet mischt sich nun ein, da er sich ebenfalls in Lo verliebt hat. Ein Duell zu dritt klärt die Dinge.

## Bemerkungen
Der als „Polens erster Erotik-Western“ bezeichnete Film erhielt den Koszalin-Publikumspreis für den besten Film sowie den polnischen Filmpreis „Adler“ für die beste Fotografie.